# Universal Religion Chapter 4
Universal Religion Chapter 4 – czwarta autorska kompilacja z serii Universal Religion, Holenderskiego DJ-a Armina van Buurena. Na płycie autor zamieścił 6 utworów w wersji oryginalnej, oraz 8 w wersji zremiksowanej. Wydawcą płyty jest Armada Music. Swoją premierę płyta miała 5 października 2009 roku.

## Lista utworów
1. BT feat. Jes - Every Other Way (Armin van Buuren Remix) 7:39
2. Nic Chagall feat. Jonathan Mendelsohn - This Moment (Prog Mix) 5:35
3. Julian Vincent feat. Cathy Burton - Here For Me (Mark Otten Re-Dub) 5:21
4. Espen Gulbrandsen vs. Julian Vincent feat. Maria Nayler - Perfect Sky 5:06
5. Cerf, Mitiska & Jaren - Beggin' You (Armin van Buuren Remix) 7:16
6. Daniel Kandi - Venice Beach 5:02
7. Gaia - Tuvan (Gareth Emery Remix) 6:15
8. Lange & Andy Moor - Stadium Four 4:44
9. Activa vs. Chris & Matt Kidd - U.R. (Stoneface & Terminal Remix) 4:42
10. Roger Shah & Signum - Healesville Sanctuary (Roger Shah Mix) (Armin van Buuren Edit) 5:54
11. RAM - RAMsterdam (Jorn van Deynhoven Remix) 5:23
12. Ian Betts - False Gods 3:44
13. tyDi feat. Marcie - Somehow (Sebastian Brandt Dub Remix) 5:50
14. Dakota - Sin City (Rex Mundi Remix) 5:19